# 1979 a légi közlekedésben
Ez a lista az 1979-es év légi közlekedéssel kapcsolatos eseményeit tartalmazza.

## Események

### Május
- Május 25. – Az American Airlines 191-es járata röviddel a felszállását követően a földbe csapódik a chicagói O'Hare repülőtéren. A fedélzeten tartózkodók életüket vesztik, a becsapódást követően a földön további két ember meghal.

### Július
- Július 11. – A Groom Lake-től 60 kilométerre északnyugatra hajtóműtűz miatt lezuhan a második F–117 Nighthawk Have Blue prototípus.

### Október
- október 31. – A Western Airlines 2605-ös járata a Mexikóvárosban történő leszállás során a rossz pályára leszállva egy járműnek, majd egy épületnek csapódik, valószínűleg a köd okozta rossz látási viszonyok miatt. A gépen tartózkodó 89 személyből 75-en életüket vesztik, így ez Mexikóváros történetének legsúlyosabb légikatasztrófája.[1]

### November
- november 26. – A Pakistan International Airlines AP-AWZ lajstromjelű, 740-es számú járata, egy Boeing 707-340C típusú utasszállító repülőgépe kigyullad és lezuhan Jeddah közelében. A gépen tartózkodó 145 utas és 11 fő legénység életét veszti.[2]

### December
- december 25. – A Szovjet Légierő Il-76-os típusú teherszállító repülőgépe hegynek csapódik, miután egy légvédelmi rakéta eltalálja. A gépen tartózkodó 46 katona életét veszti.[3]